# ゲイ・タリーズ
ゲイ・タリーズ（Gay Talese、1932年2月7日 - ）は、アメリカ合衆国ニュージャージー州オーシャンシティ出身のジャーナリストである。「ニュー・ジャーナリズム」の代表者とされる。

## 経歴
イタリア系アメリカ人の両親の間に生まれた。アラバマ大学を卒業後、ニューヨーク・タイムズでコピー係として働いた。アメリカ陸軍での軍歴を経てニューヨーク・タイムズに復帰、1956年から1965年までレポーターを務めた。その後、エスクァイア、ザ・ニューヨーカー、ニューズウィーク、ハーパーズ・マガジンに多くの記事を寄稿した。
2016年4月11日、ニューヨーカーに寄稿した『The Voyeur's Motel』の抜粋には、スティーヴン・スピルバーグが興味を示し、サム・メンデス監督が監督に決定したが、同年11月にこの企画は流れた。2017年、ドキュメンタリー映画『覗くモーテル』が完成した。

## 作品
その著作には、
- The Kingdom and the Power（1969年）（日本語訳『王国と権力』） - ニューヨーク・タイムズを取り扱う[2]
- Fame and Obscurity（1970年）（日本語訳『名もなき人々の街』『ザ・ブリッジ』『有名と無名』）
- Honor thy Father（1971年）（日本語訳『汝の父を敬え』） - マフィアを取り扱う
- Thy Neighbor's Wife（1981年）（日本語訳『汝の隣人の妻』）[2] - スワッピングを取り扱う[1]

などがある。